# Sweet and Hot
Sweet and Hot (br.: De médico e de muito louco) é um filme curta-metragem estadunidense de 1958 do gênero Comédia Musical, dirigido por Jules White. É o 186º de um total de 190 filmes da série com os Três Patetas produzida pela Columbia Pictures entre 1934 e 1959. Muriel Landers apresenta vários números musicais inclusive canta caracterizada como uma cantora-mirim o tema da série dos Três Patetas ("Three Blind Mice").

## Enredo
Larry é um produtor musical novaiorquino que retorna para sua pequena cidade natal no campo e se encontra com seus amigos, Joe e a irmã dele, Tiny (Muriel Landers). Ele convida os irmãos para o acompanharem de volta e trabalharem como cantores em sua boate, mas Tiny não aceita por temer se apresentar em público. Larry a leva a um psiquiatra alemão (Moe), que através de hipnose consegue descobrir a causa da fobia (trauma de infância, mostrado em cena que Moe aparece como o pai dela) e com isso curá-la. Ela faz sua estreia cantando ao lado de Joe e Larry.